# Додонова (деревня)
Додонова — деревня в Кудымкарском районе Пермского края. Входит в состав Егвинского сельского поселения. Располагается на берегу реки Егва севернее от города Кудымкара. Расстояние до районного центра составляет 12 км. По данным Всероссийской переписи населения 2010 года, в деревне проживало 12 человек (8 мужчин и 4 женщины).

## История
По данным на 1 июля 1963 года, в деревне проживало 53 человека. Населённый пункт входил в состав Алековского сельсовета.